# Todoterreno
También puede referirse a Automóvil todoterreno.

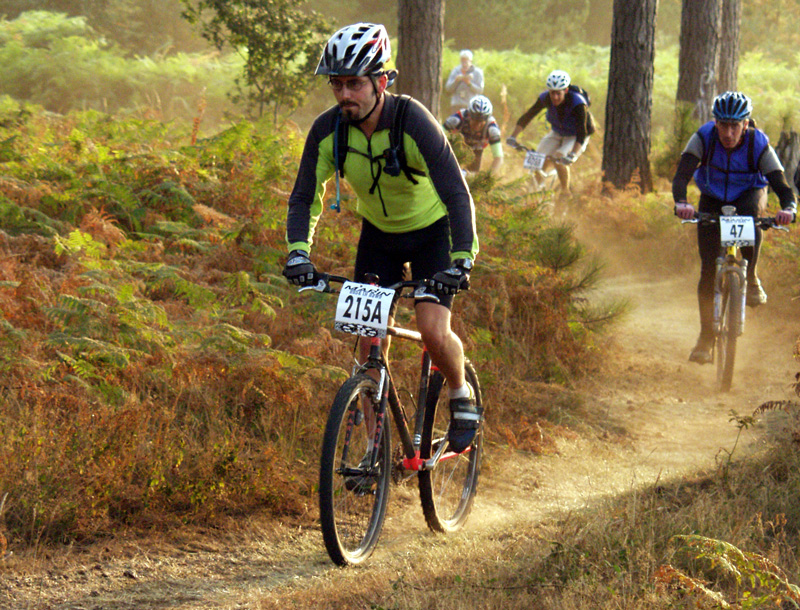
Una carrera de bicicletas de montaña.

El término todoterreno o todo terreno hace referencia a un camino rural no pavimentado o más habitualmente a una superficie que no es un camino, donde es difícil transitar en vehículos comunes. La superficie puede ser tanto natural como artificial y está compuesta generalmente de arena, grava o barro, en ocasiones cubierta de agua, nieve o hielo. Algunos de estos terrenos son tan ásperos que solamente pueden ser transitados en vehículos diseñados para este fin.
Atravesar estos terrenos en vehículos es un deporte practicado en varias partes del mundo. En algunos países, la actividad todoterreno puede ser prohibida en ciertas áreas, o reservada para ciertos lugares delimitados, para evitar problemas ambientales como erosión o ruido excesivo. Donde sí se permite, se requiere usualmente permisos especiales o licencias para poder circular.
Baja California es la cuna del Off Road, la primera carrera se celebró en 1962 y desde entonces este deporte motor ha tenido una práctica ininterrumpida por más de 50 años en la Baja. Actualmente hay más de 250 equipos de competencia y se celebran más de 20 carreras de pista y de ruta por año.
- Automóvil todoterreno
- Bicicleta de montaña
- Buggy
- Motocicleta todoterreno
- Motonieve
- Quad
- Vehículo deportivo utilitario

ANVETTER, AC (Asociación Nacional de Vehículos Todo Terreno, Asociación Civil, México).
ANVETTER, AC es una Asociación Civil Sin Fines de Lucro creada por tres empresarios mexicanos cuyos nombres son: Frank Ronci, Mayte Fierro y Juan Alonso.
El objetivo que persigue esta Asociación es el siguiente:
Objeto Social:
Representar sin fines de lucro ante la sociedad mexicana y comunidad internacional, toda aquella actividad organizada o no organizada relacionada con vehículos Todo Terreno desarrollada en territorio nacional, con la finalidad de unificar miembros para lograr beneficios en común como: patrocinios, capacitaciones, cuidado y mejora de rutas Todo Terreno, descuentos en equipos y refacciones, acceso a nuevas tecnologías entre otras. 	
Lograr implementar promociones con sentido social en donde los miembros aportemos valor a la sociedad mexicana, generar descuentos en productos relacionados con la actividad como: seguros de autos, servicios de hospedaje y alimentos, refacciones para automóvil, equipamiento automotor y personal, y todas aquellas que permitan el desarrollo de la actividad en mejores condiciones.	
A través de la unión de miembros, promover actividades enfocadas en auxilio, mejora y apoyo a comunidades del sector rural, en donde normalmente transitan vehículos Todo Terreno con fines de esparcimiento.	
Vincular a la asociación con entidades de los tres niveles de gobierno y con dependencias del sector gubernamental, para realizar labores a favor de la sociedad como: tareas de reforestación a través de los autos de los afiliados que circulan en terrenos rurales, apoyo en auxilio a la población mediante el transporte y distribución de insumos en caso de afectaciones naturales y todas aquellas actividades en donde los afiliados con sentido voluntario y no obligatorio, quieran participar en proyectos que proponga la asociación con fines de ayuda.	
Organizar eventos en territorio nacional y extranjero cuya finalidad será unir comunidades de afiliados para realizar actividades Todo Terreno grupales, desarrollando todo tipo de actividades enfocadas a promover la afiliación de nuevos socios con la finalidad de captar a un mayor número de miembros.
Realizar toda clase de promociones y activaciones, sin que éstas impliquen fines lucrativos, ni preponderantemente económicos o de especulación comercial, para dar a conocer a la asociación en redes sociales, medios publicitarios, medios de comunicación, con la finalidad de fomentar la afiliación de miembros y dar a conocer al público en general las actividades de la asociación.	